# St. Joseph (Michigan)
St. Joseph è un comune degli Stati Uniti d'America, situato nello Stato del Michigan, nella contea di Berrien, della quale è capoluogo. La città si affaccia sul lago Michigan e nel censimento del 2010 contava 8.365 abitanti.